# John Edwards (politikus, 1953)
Johnny Reid „John” Edwards (1953. június 10. –) amerikai politikus, Észak-Karolina állam által delegált szenátor, a 2004-es elnökválasztási kampányban a Demokrata Párt alelnökjelöltje John Kerry elnökjelöltsége mellett. Edwards az 1998-as szenátusválasztáson mandátumot szerzett republikánus ellenfele, Lauch Faircloth legyőzésével. 2004-ben lemondott szenátusi tagságáról. hogy induljon az USA elnöki posztjáért, azonban az előválasztás során alulmaradt John Kerryvel szemben, aki később alelnökjelöltnek választotta maga mellé, azonban a választáson alulmaradtak a George W. Bush és Dick Cheney alkotta republikánus jelöltpárossal szemben. Edwards 2008-ban szintén indult a demokratapárti előválasztáson, azonban csak a harmadik legtöbb szavazatot tudta megszerezni Barack Obama és Hillary Clinton mögött.

## Élete
Edwards 1953-ban született, Wallace Reid Edwards és Catharine Juanita „Bobbie” Edwards (sz. Wade) gyermekeként a Dél-Karolina állam beli Senecában. Apja textilipari munkás volt, míg anyja régiségekkel foglalkozott majd postain levélkihordóként talált munkát. Egy sportösztöndíjnak köszönhetően amit a középiskolai teljesítményével ért el amerikai foci sportágban, Edwards családjában elsőként felsőoktatási tanulmányokba kezdhetett.

## Jogászi pályafutása
Jogi képzettség megszerzése után, Edwards egy szövetségi bíró mellett segédkezett, majd 1978-ban a Dearborn & Ewing Nashville ügyvédi irodánál kezdett dolgozni, ahol elsősorban egy Nashville bankot és más vállalati ügyfelek védelmét látta el a tárgyalóteremben. Családjával együtt visszaköltözött Észak-Karolinába 1981-ben, ahol az állam fővárosában Raleigh-ben talált munkát a Tharrington, Smith & Hargrove ügyvédi irodánál. 1984-ben Edwards-ot egy sokak által esélytelennek tartott orvosi műhibaperhez osztották be, amit az ügyvédi iroda is csak azért vett át, hogy szívességet tegyen egy jogot praktizáló szenátornak, aki nem akarta vállalni az ügyet. Edwards azonban megnyerte a pert és 3,7 millió dolláros kártérítést ért el ügyfele számára, aki agykárosodást szenvedett, miután egy orvos túl sok alkoholizmus elleni gyógyszert írt fel neki a kezelés során. Más ügyeiben Edwards háromszor perelte az amerikai Vöröskeresztet fertőzött vértermékeken keresztüli AIDS fertőzések miatt ami minden alkalommal peren kívüli megegyezéssel végződött, és megvédett egy Észak-Karolinai újságot egy rágalomvádtól.

## Szenátusi tevékenysége

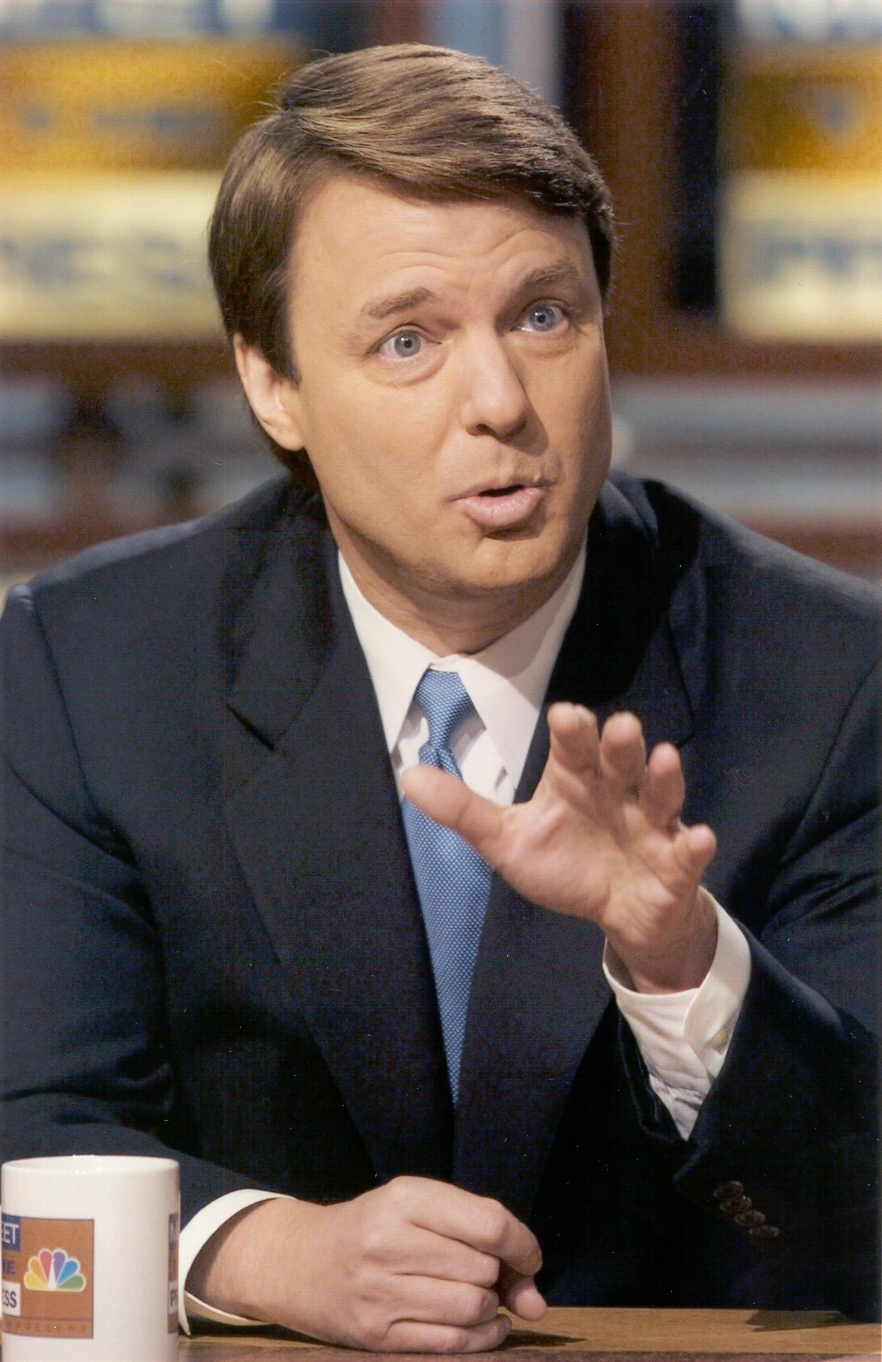
Senator Edwards a Meet The Press műsorban

Edwards az 1998-as szenátusi választásokon a Demokrata Párt színeiben indult és legyőzte a Republikánus ellenfelét Lauch Faircloth-ot. Mivel Faircloth hivatalban lévő szenátorként indult az újraválasztásért, eredetileg ő számított favoritnak azonban Edwards 51,2%-kal nyert 47,0%-ával szemben, ami 83 000 szavazatnyi különbséget jelentett.
A 2000-es elnökválasztási kampány során Al Gore demokrata párti elnökjelölt választási kampánya alatt a lehetséges alelnök-jelöltek között emlegették John Kerry-vel és Joe Lieberman-nal a későbbi tényleges jelölttel együtt.

## 2004-es elnökválasztási kampány
2003 elején Edwards megkezdte a kampánypénzek gyűjtését majd még ez év szeptemberében bejelentette, hogy indul az elnöki címért a The Daily Show című műsorban. Kezdetben Edwards-nak kevés támogatója volt, azonban az iowai előválasztást megelőző hetekben gyorsan emelkedett a népszerűsége, ahol végül 32%-kal második lett John Kerry mögött, aki a szavatok 39%-ával végzett az első helyen. Egy héttel később New Hampshire-ben azonban Edwards már csak negyedik helyen végzett a szavazatok 12%-ával. A Szuper Kedd-ig, amikor számos államban egyszerre tartanak előválasztást, versenyben maradt, azonban itt egyetlen államban sem győzött, így kénytelen volt visszalépni a jelöltségtől. 2004 júliusában John Kerry bejelentette, hogy őt választja alelnökjelöltnek, hogy közösen induljanak a republikánus párt jelöltjei ellen, azonban a novemberi választáson alulmaradtak George W. Bush és Dick Cheney kettőssel szemben.

## 2008-as elnökválasztási kampány
Edwards 2006 végén bejelentette, hogy ismét megpróbálkozik az elnöki pozíció megszerzésével, és 2007-ben harmadik helyen állt, mind a közvélemény-kutatásokban mind a pénzgyűjtési versenyben Barack Obama és Hillary Clinton mögött. Iowában ismét második helyen végzett, azonban a későbbi küzdelmekben kevés szavazatot szerzett, így harmadik legtöbb szavazatot szerezve fejezte be a jelöltségért folytatott versenyt, ami így Clinton és Obama párharcává vált.